# Rabdion grovesi
Espèce
Rabdion grovesi est une espèce de serpents de la famille des Colubridae.

## Répartition
Cette espèce est endémique de Sulawesi en Indonésie.

## Étymologie
Cette espèce est nommée en l'honneur de Colin Peter Groves.

## Publication originale
- Amarasinghe, Vogel, McGuire, Sidik, Supriatna & Ineich, 2015 : Description of a Second Species of the Genus Rabdion Duméril, Bibron & Duméril, 1854 (Colubridae: Calamariinae) from Sulawesi, Indonesia. Herpetologica, vol. 71, no 3, p. 234-239.